# Лира Союзного военного командования
Лира Союзного военного командования (англ. AM-lira, Allied-Military Currency, итал. Am-lira) — денежные знаки, выпускавшиеся Союзным военным правительством в Италии и обращавшиеся параллельно с итальянской лирой в 1943—1950 годах.

## История
3 июля 1943 года войска союзников высадились на Сицилии, а 3 сентября — на континентальной части Италии. 8 сентября Италия капитулировала. В результате наступательных операций к концу 1943 года союзниками было занято около четверти территории Италии. Административное управление на оккупированной территории осуществляло Союзное военное правительство на оккупированных территориях (англ. Allied Military Gouvernment of Occupied territories, AMGOT), переименованное в октябре 1943 года в Союзное военное правительство.
В 1943 году Союзное военное правительство начало выпуск печатавшихся в США денежных знаков. Был установлен курс: 1 доллар США = 100 лир, 1 фунт стерлингов = 400 лир.
Сумма выпущенных военных лир превысила 90 млрд лир. В общей сумме всех денег, выпущенных в обращение, они составляли: в 1943 году — 10 %, в 1944 — 20 %, в 1945 — 23 %.
В апреле 1945 года выпуск банкнот прекращён. В 1946 году правительством Италии начат их выкуп. Лиры Союзного военного командования находились в обращении на территории Италии до 3 июня 1950 года, в Зоне А Свободной территории Триест — до 26 октября 1954 года.

## Банкноты
Выпускались билеты двух серий: 1943 и 1943 А. В серии 1943 выпущены номиналы: 1, 2, 5, 10, 50, 100, 500 и 1000 лир; в серии 1943 А — 5, 10, 50, 100, 500 и 1000 лир.

### Галерея (серия 1943)

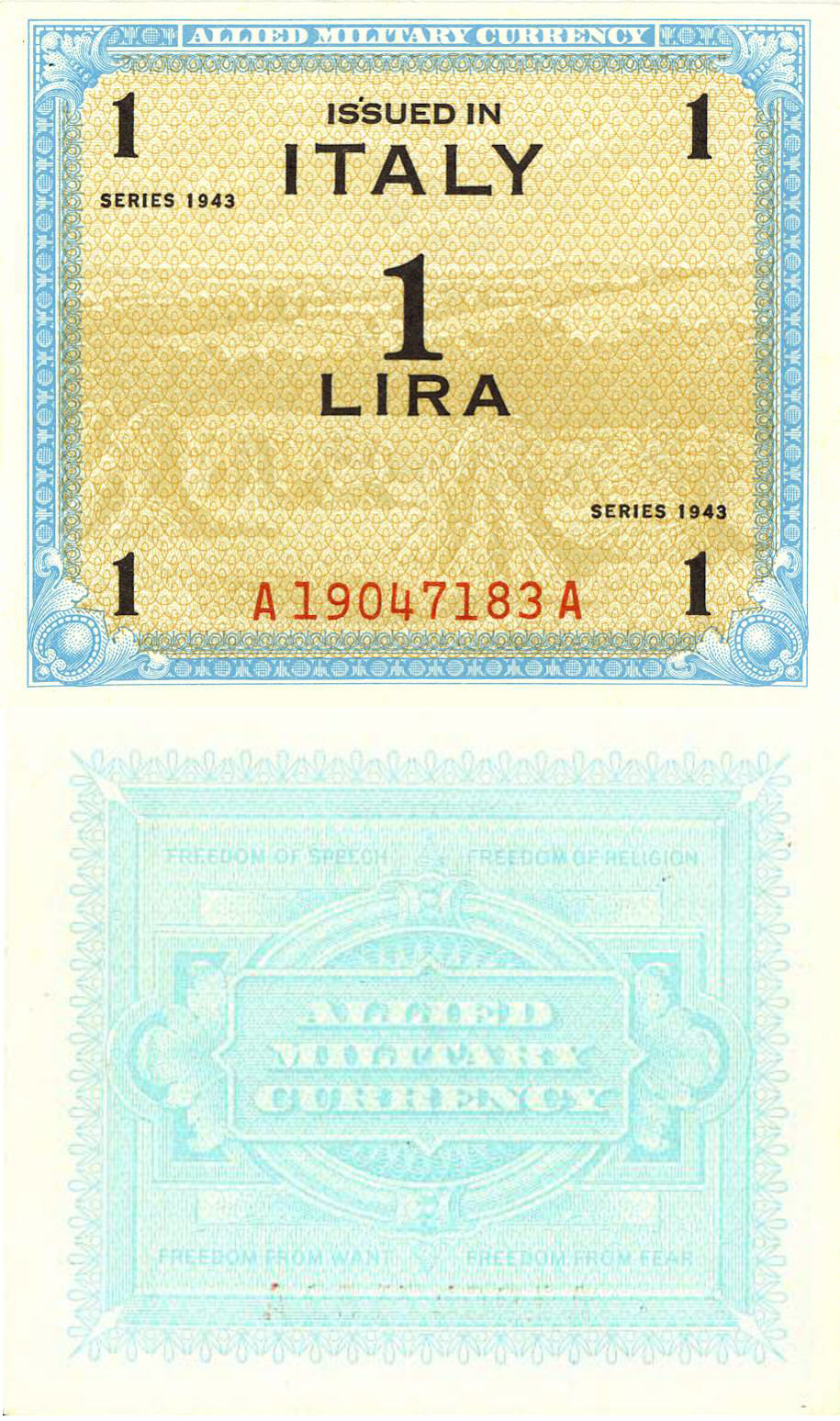
1 лира
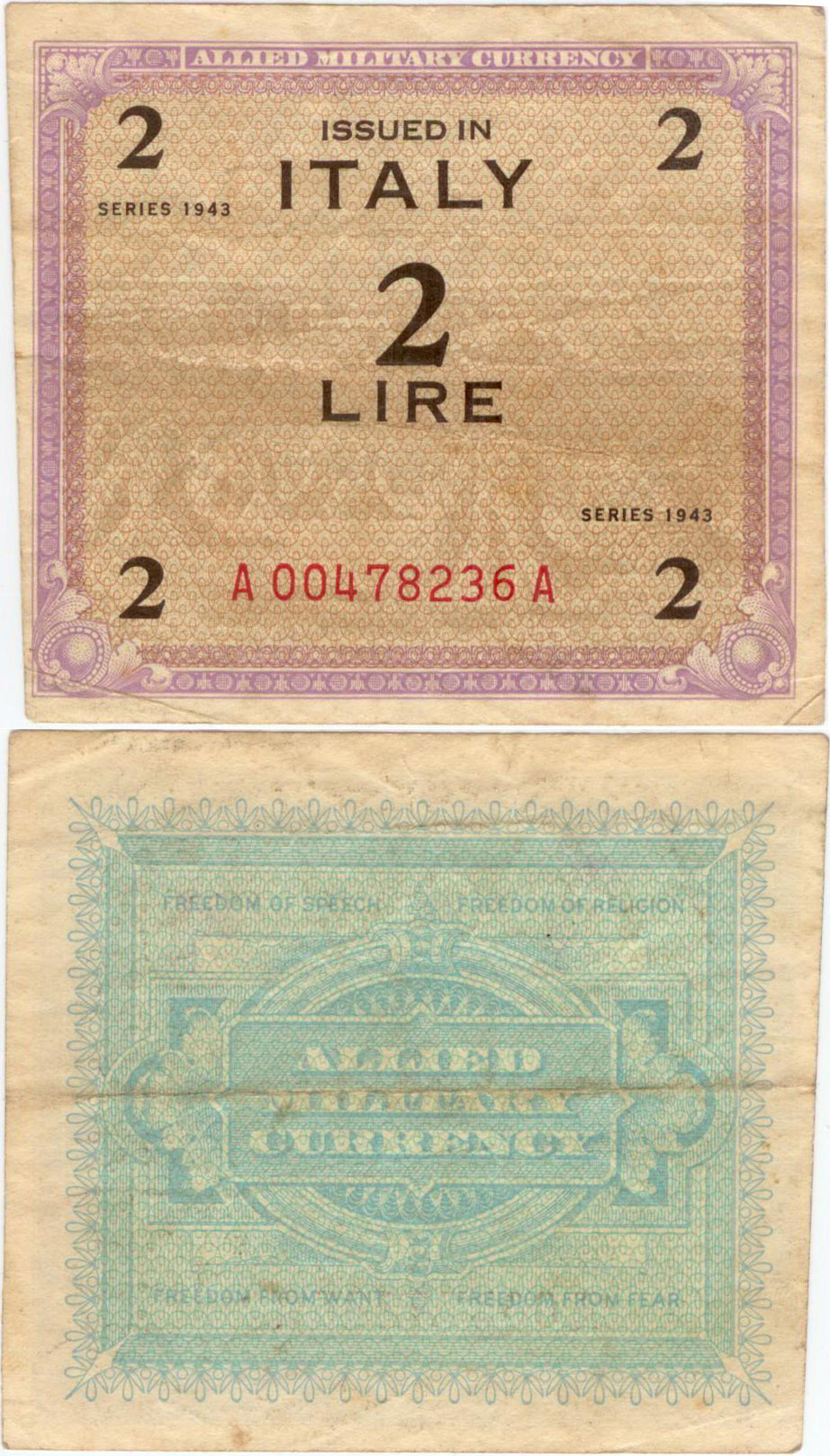
2 лиры
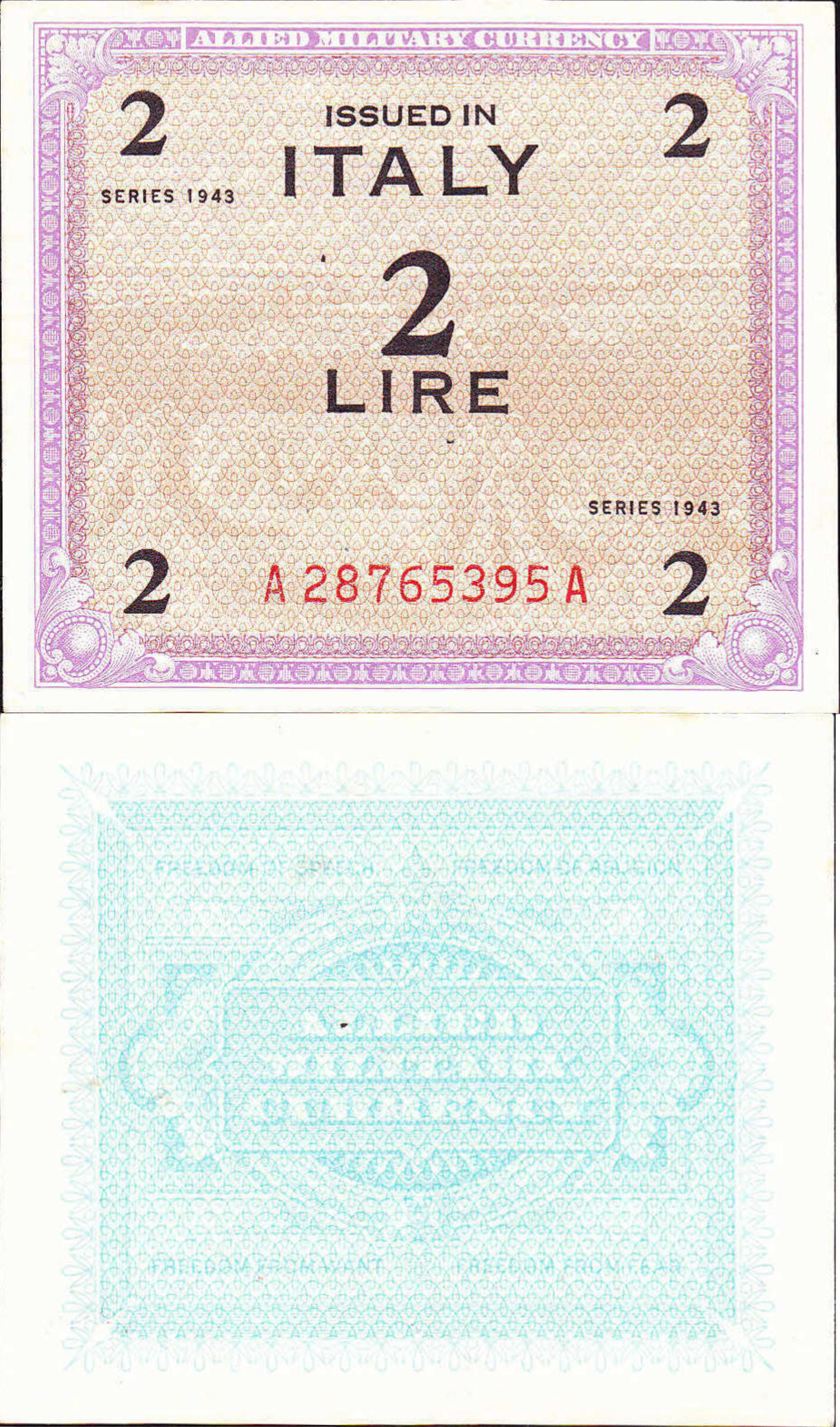
2 лиры
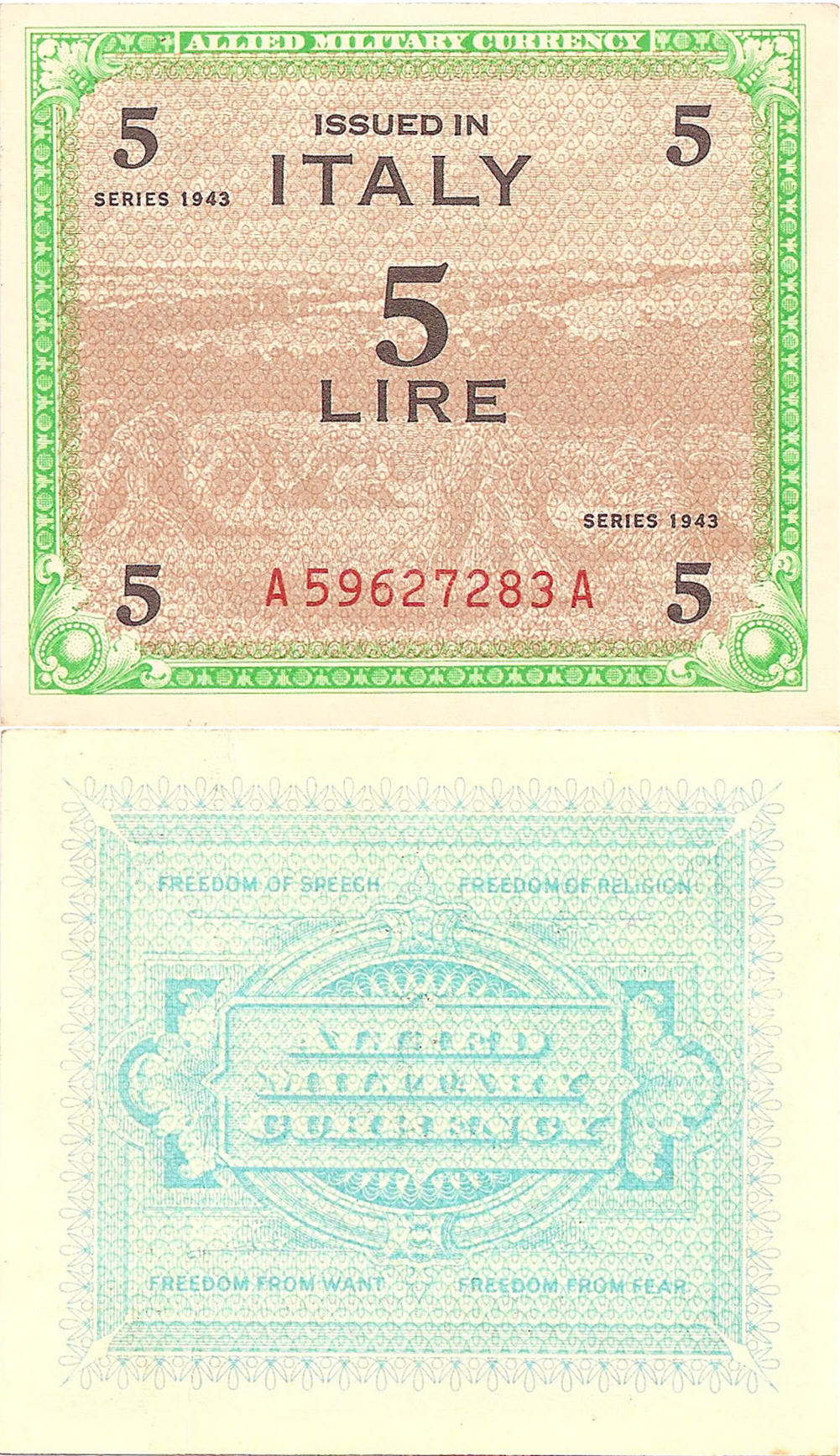
5 лир
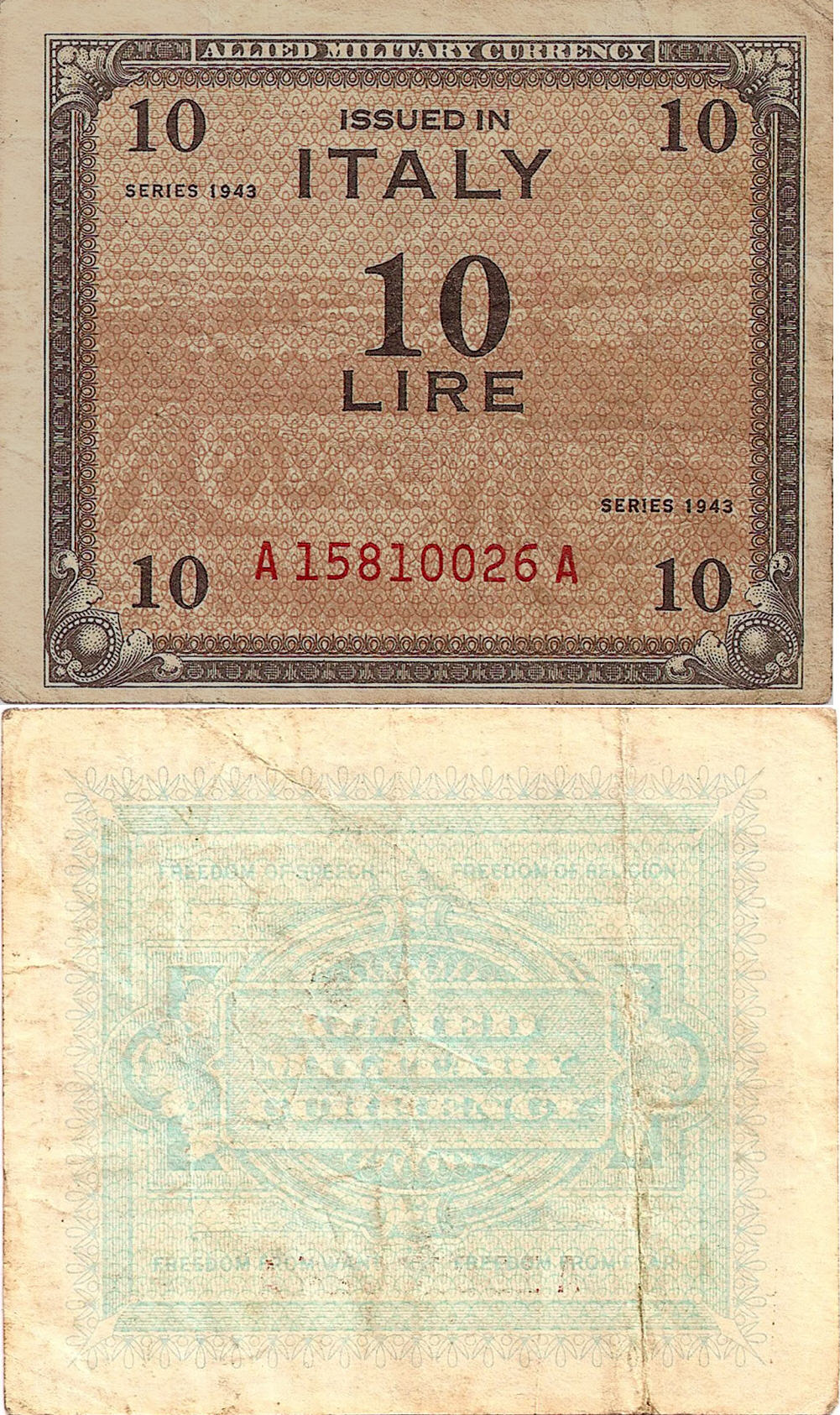
10 лир
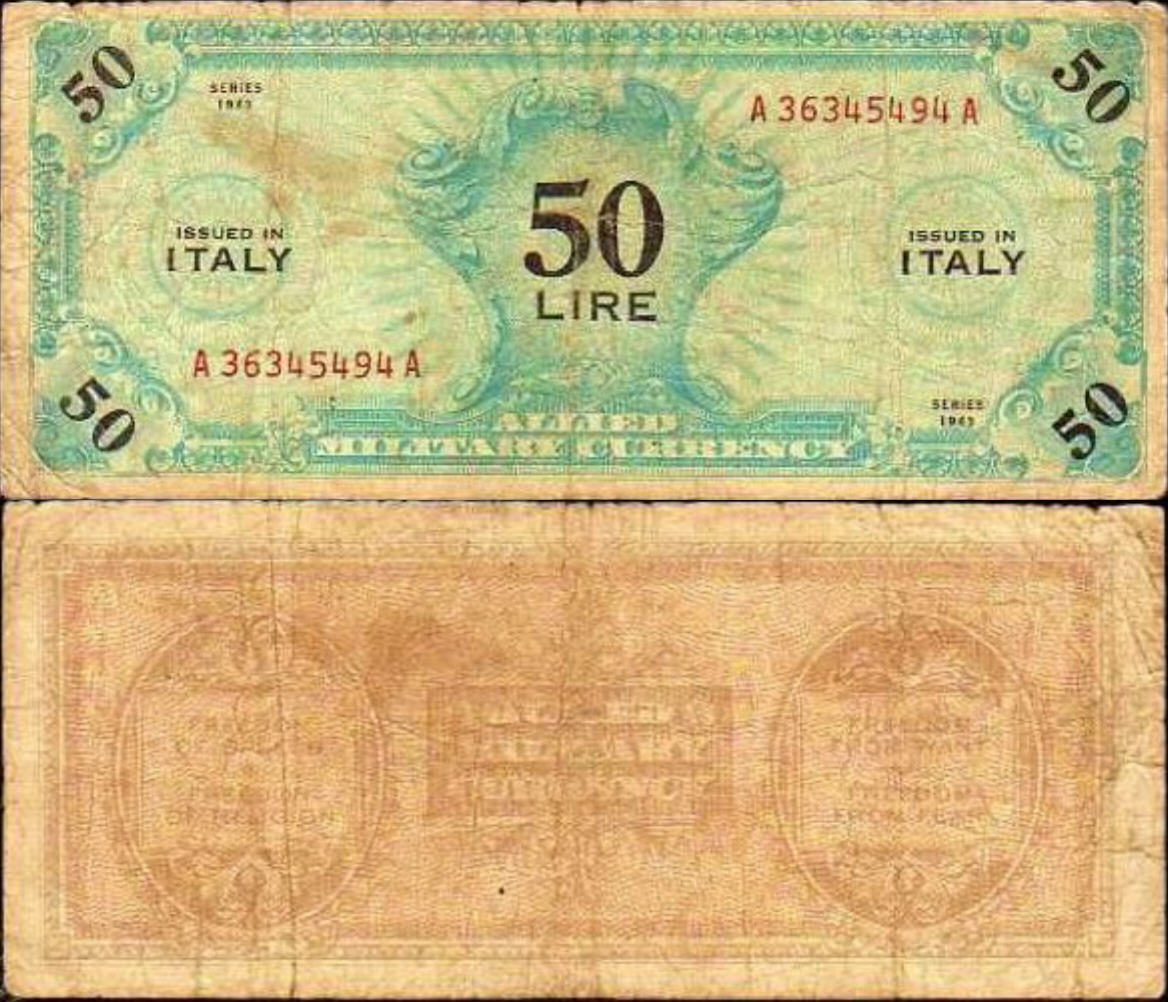
50 лир
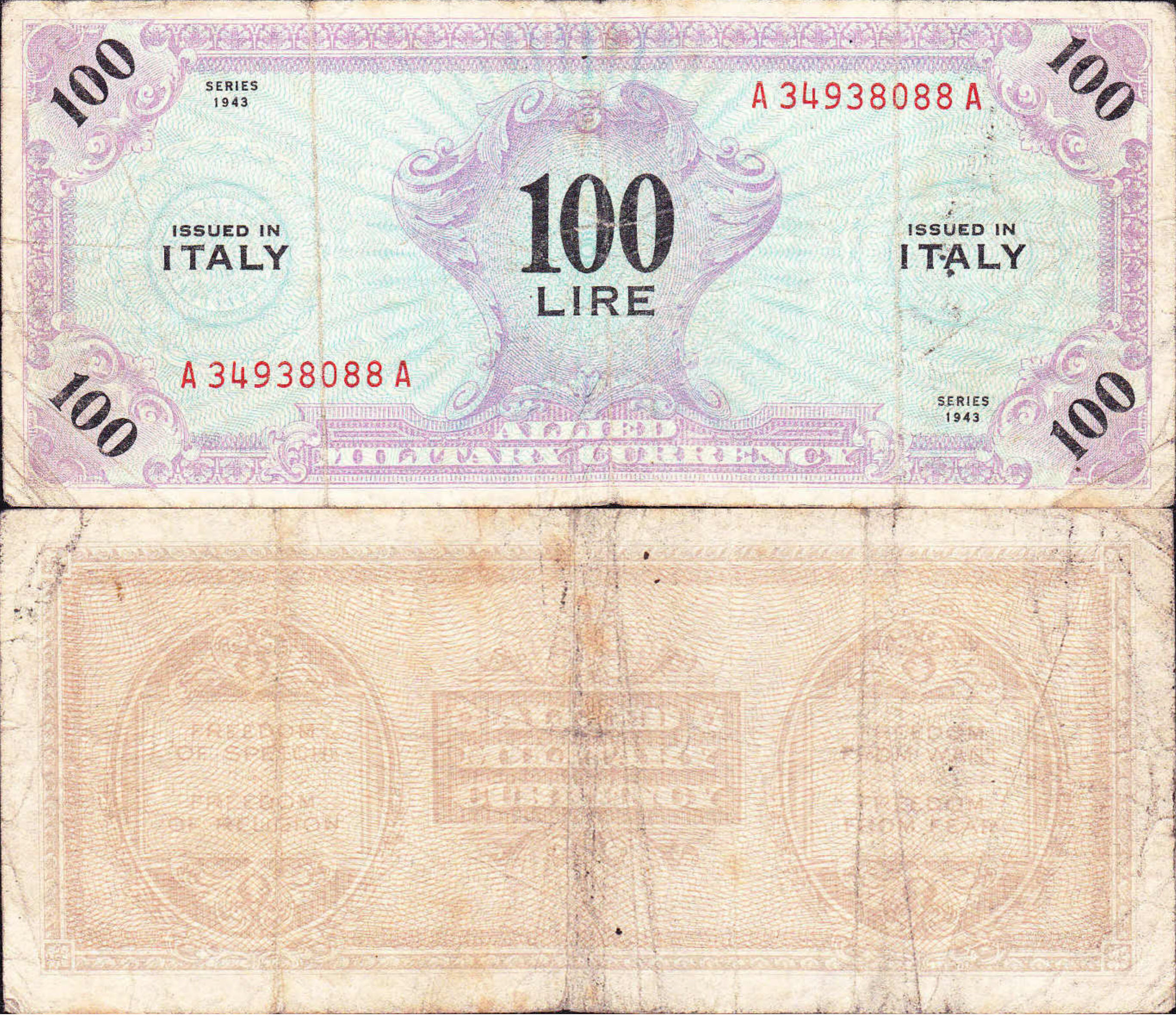
100 лир
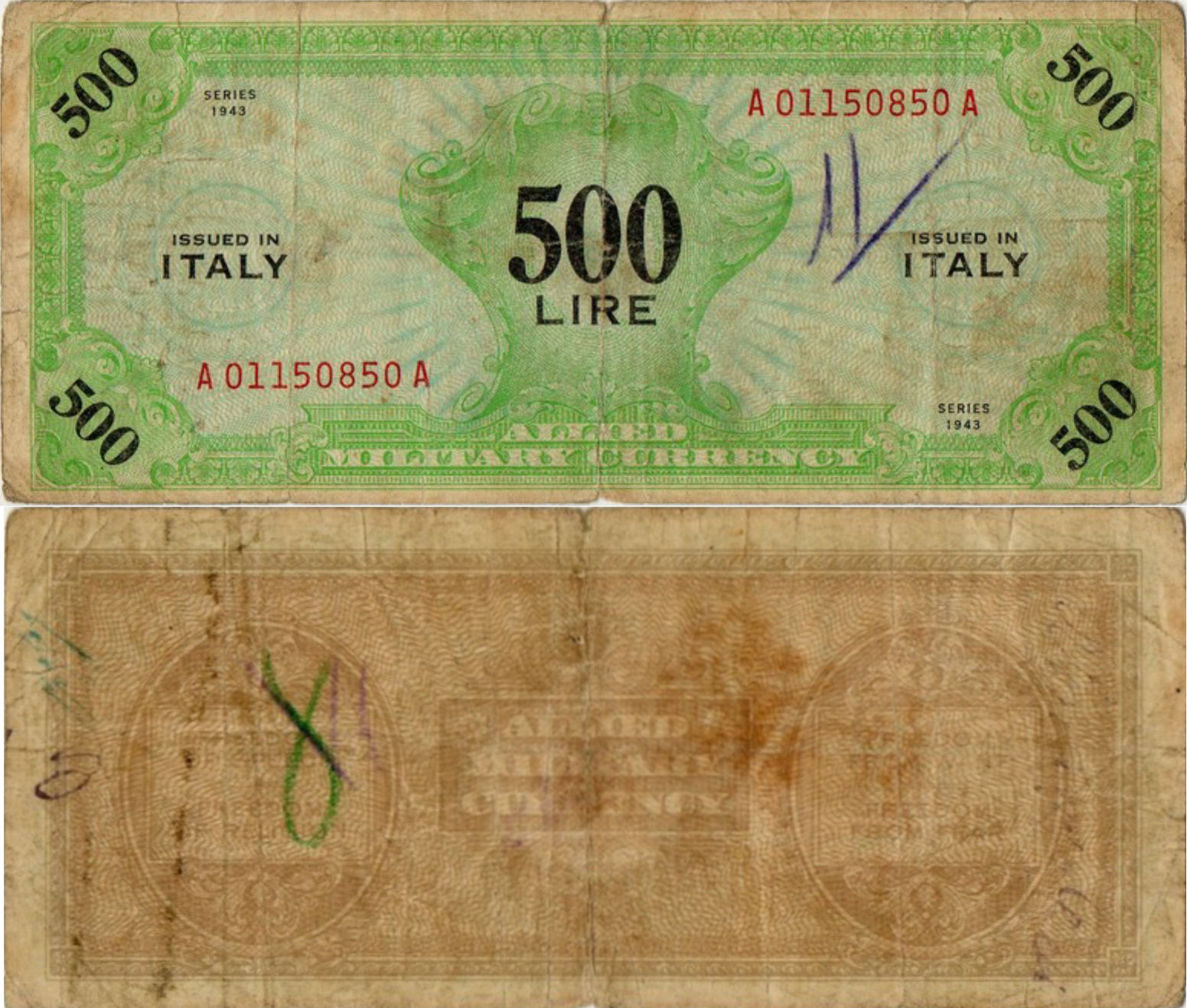
500 лир
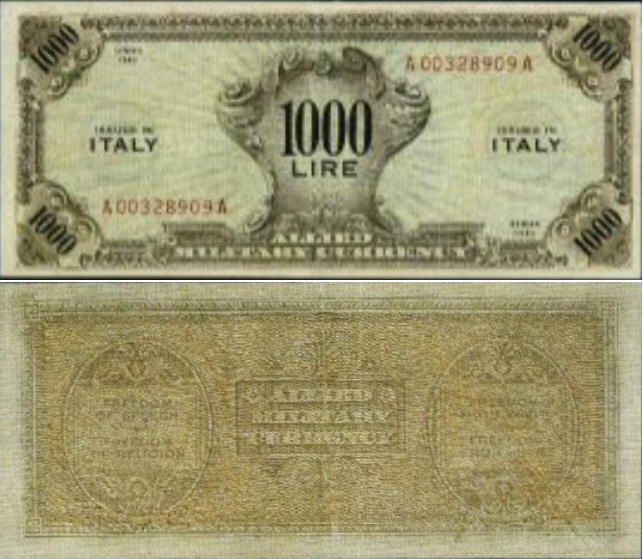
1000 лир

### Галерея (серия 1943 А)

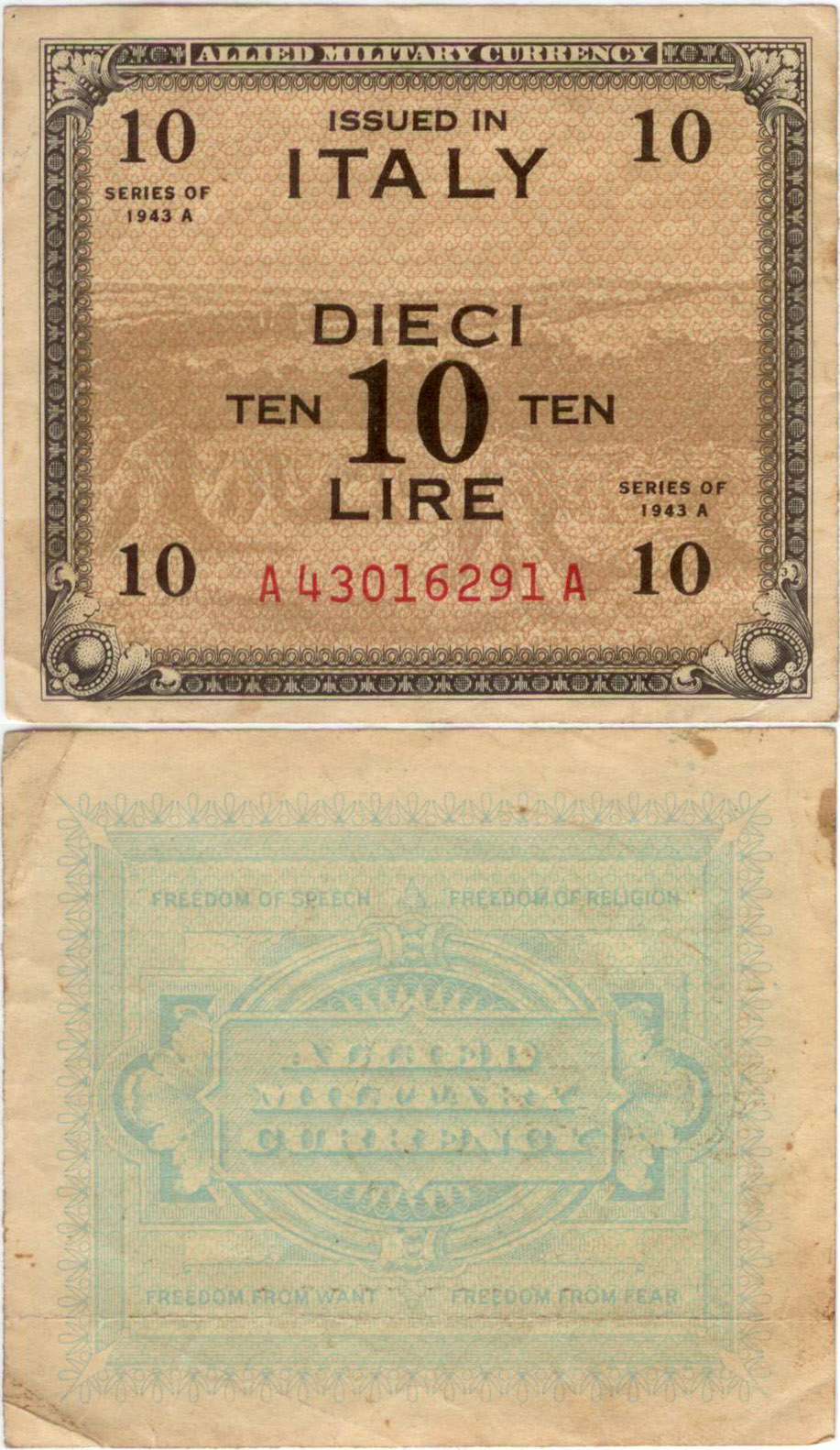
10 лир
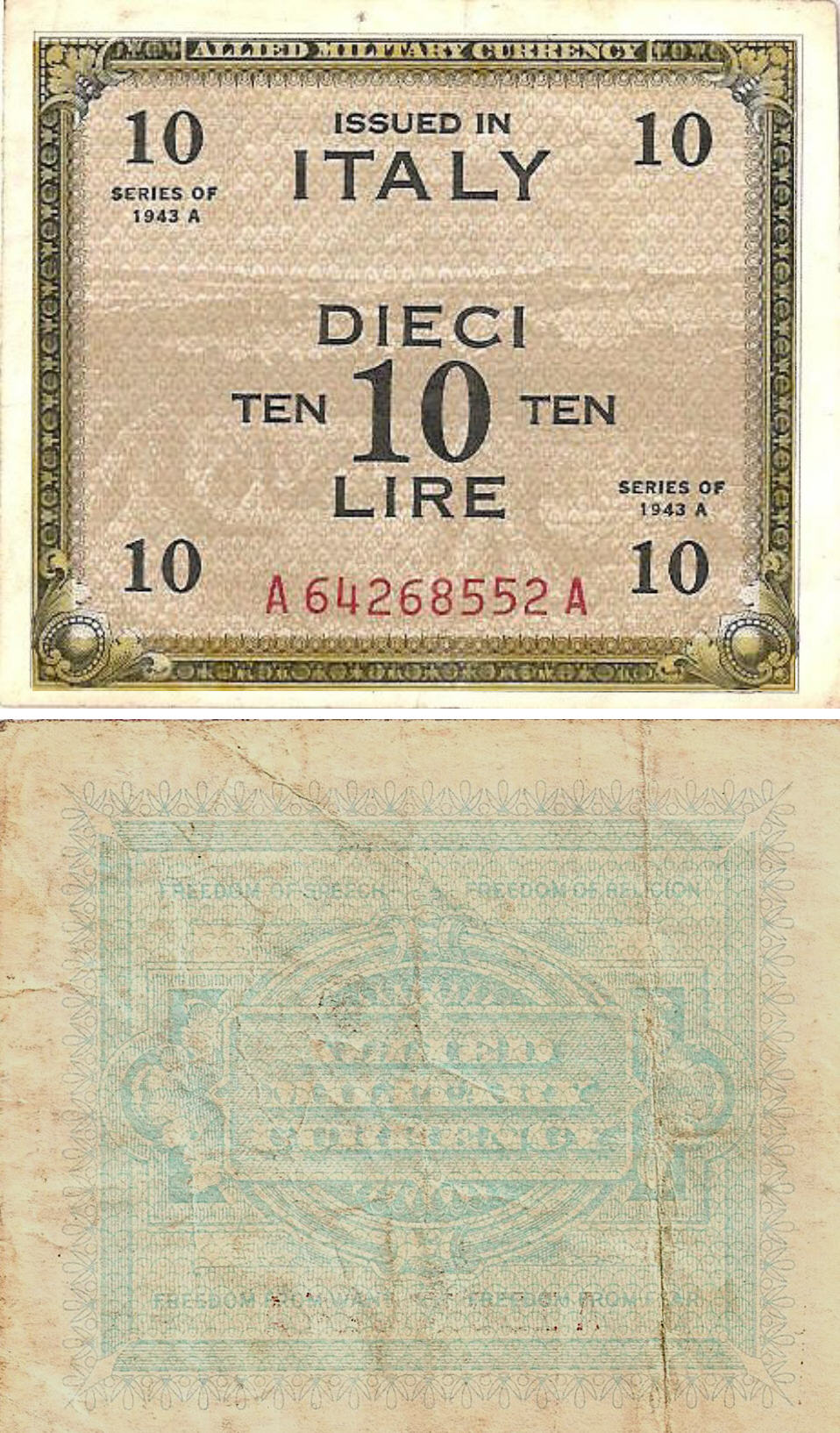
10 лир
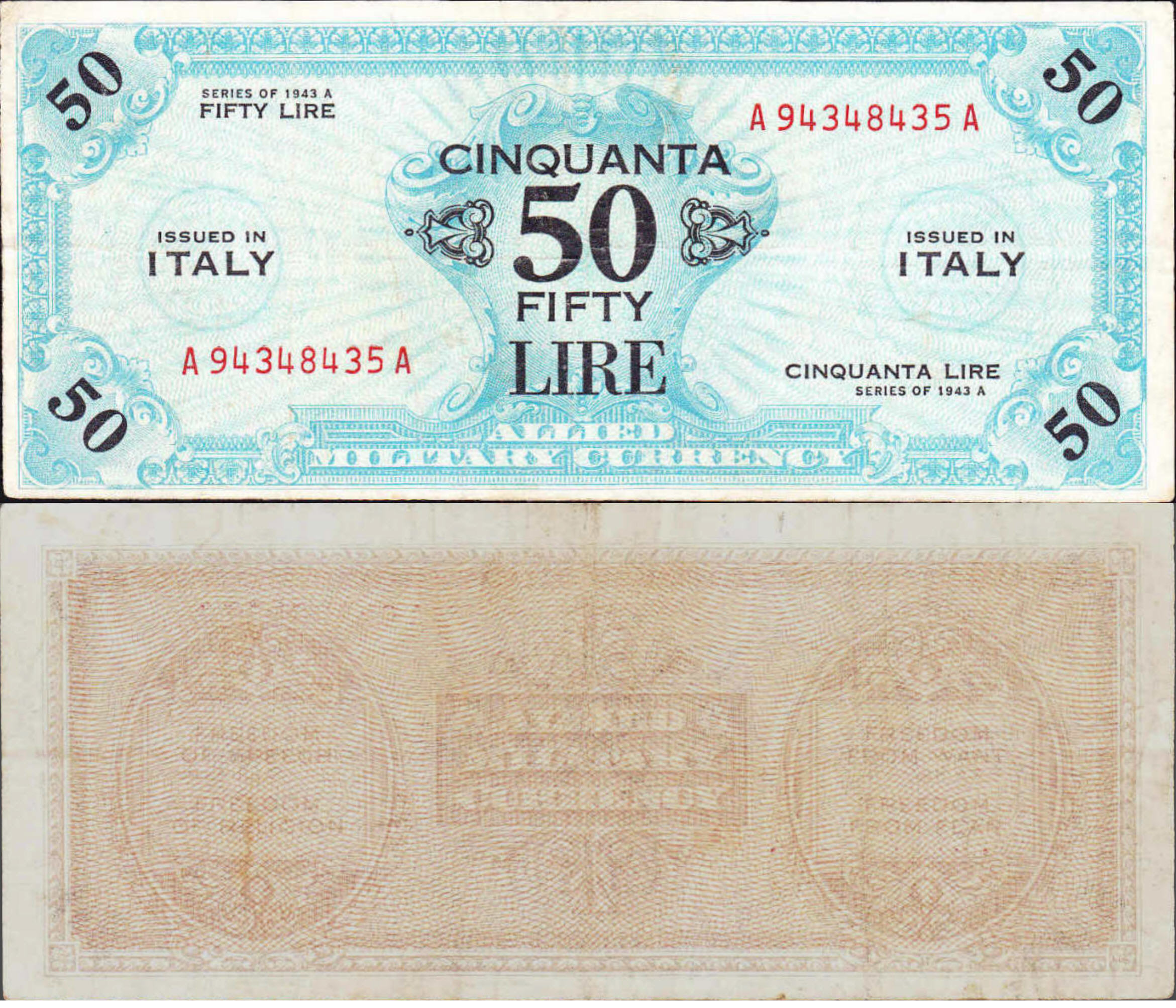
50 лир
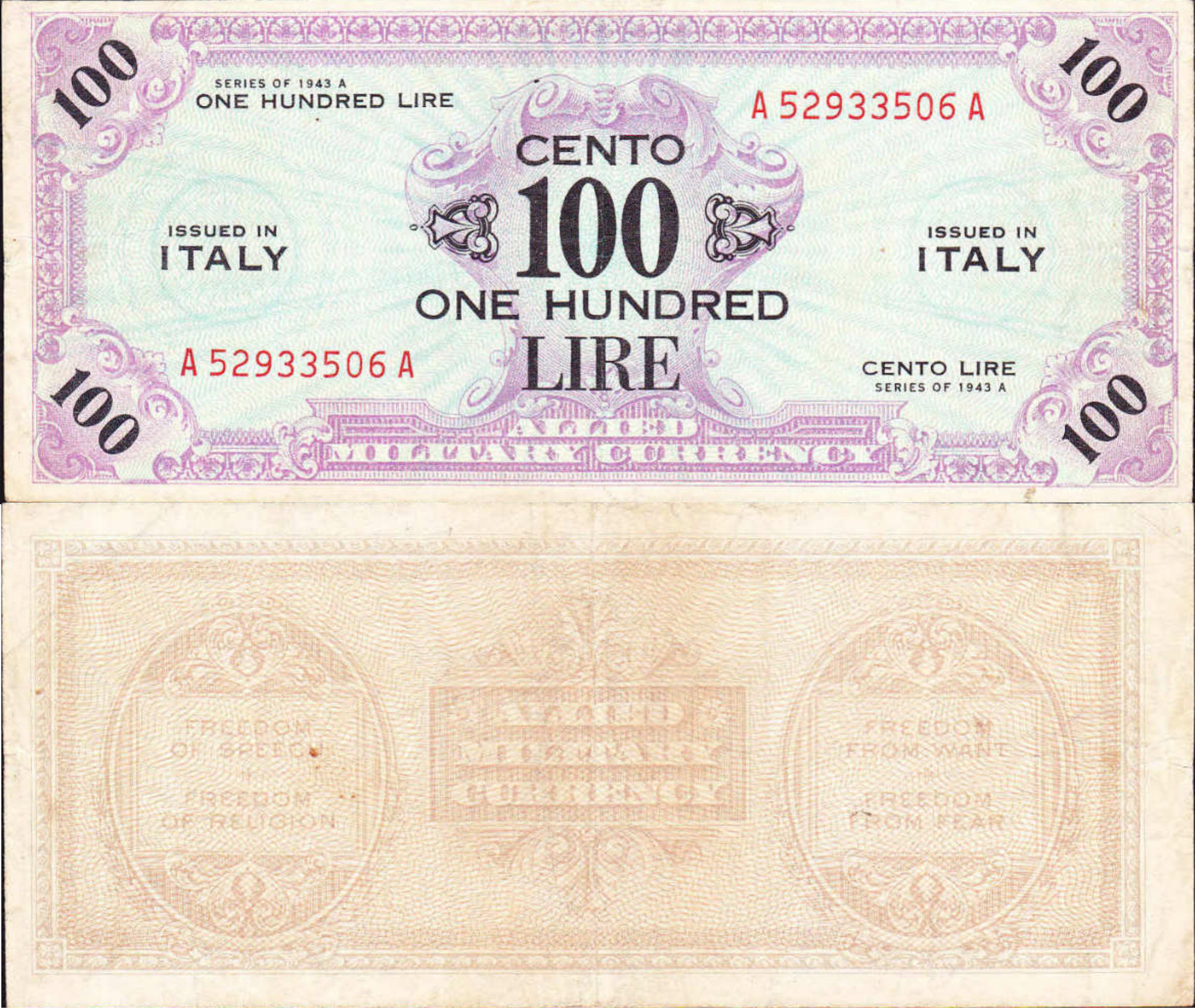
100 лир
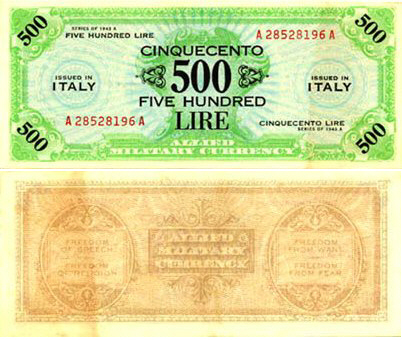
500 лир
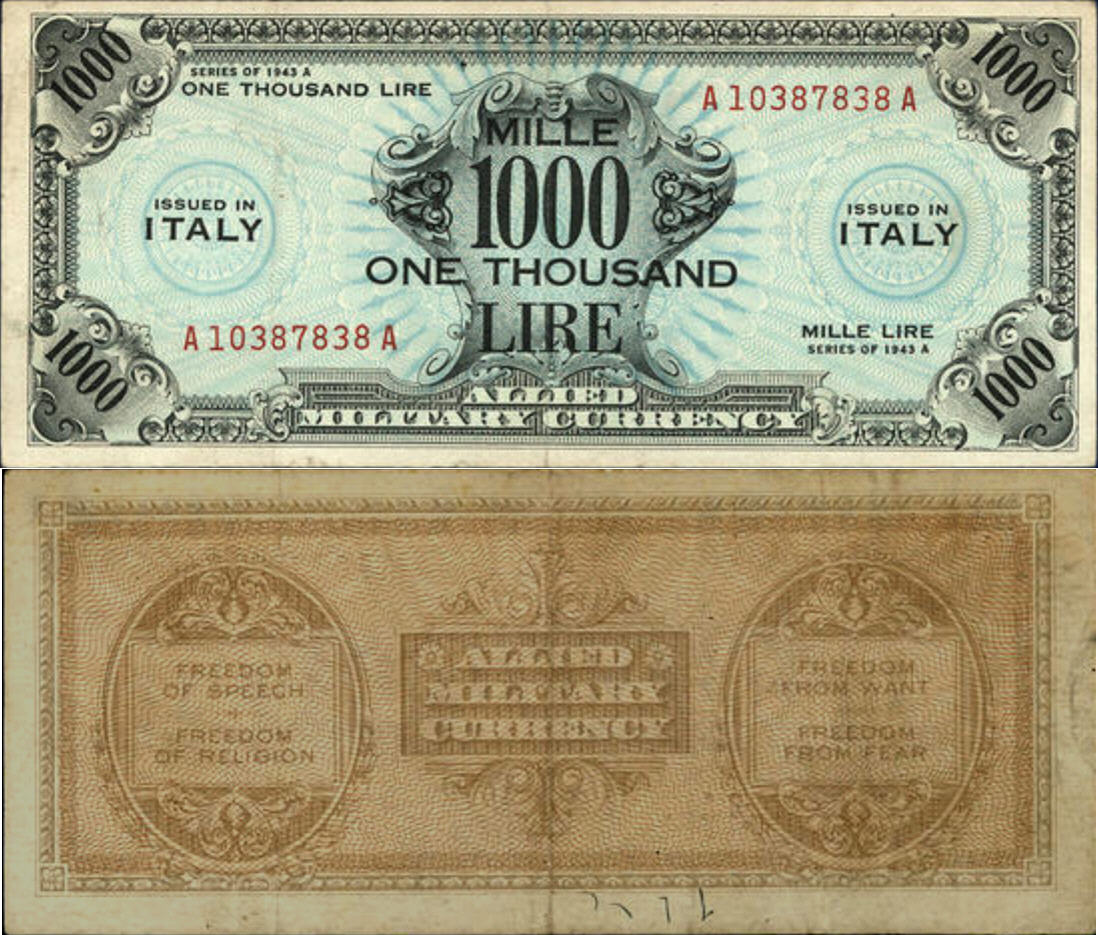
1000 лир